# Fronderode
Der Weiler Fronderode ist dem Ortsteil Immenrode angeschlossen und gehört somit zur Gemeinde Werther im Landkreis Nordhausen in Thüringen.

## Geografie
Die Umgegend des Weilers Fronderode ist sehr naturnah. Der Ort ist von drei Seiten mit Wald eingerahmt. Die Kreisstraße 17 verbindet Fronderode mit dem Umland. Immenrode liegt etwa einen Kilometer nördlich, Kehmstedt knapp zwei Kilometer südwestlich. Der Haferbach entspringt unweit des Weilers und fließt durch den Ort. Die Vorharzlandschaft und der Harz ist nicht weit entfernt. Südlich führt die Bundesautobahn 38 mit einer Anschlussstelle bei Großwechsungen vorbei. In Fronderode besteht ein Feuchtbiotop und die „Landschaft Fronderode“.

## Geschichte
Die Ersterwähnung am 4. September 1178 erfolgte in einer Urkunde des Klosters Walkenried. 1923 bewirtschaftete Arnold Lücke das Rittergut von Fronderode mit einer Fläche von 110,5 Hektar. Auch dieses Gut  wurde enteignet und auf Umsiedler und Kleinbauern aufgeteilt. Nach der Wende fand sich ein Wiedereinrichter, der das Land nach neuen Eigentumsverhältnissen bewirtschaftet.
Seit 1951 wurde Fronderode von Immenrode aus verwaltet, auch wenn es geografisch im Gebiet des Ortsteils Bliedungen der Gemeinde Friedrichsthal lag. Eine Gebietsübertragung sollte diese Diskrepanz 2014 bereinigen und den Ort auch territorial an Immenrode anschließen. Die Gebietsveränderung erfolgte zum 13. Februar 2015.
In Fronderode leben 18 Personen in acht Häusern.